# Rhacochelifer
Genre
Rhacochelifer est un genre de pseudoscorpions de la famille des Cheliferidae.

## Distribution
Les espèces de ce genre se rencontrent eu Europe, dans le Nord de l'Afrique et en Asie.

## Liste des espèces
Selon Pseudoscorpions of the World (version 3.0) :
- Rhacochelifer afghanicus Beier, 1959
- Rhacochelifer andreinii Beier, 1954
- Rhacochelifer barkhamae Mahnert, 1980
- Rhacochelifer brevimanus (Kolenati, 1857)
- Rhacochelifer caucasicus (Daday, 1889)
- Rhacochelifer chopardi Vachon, 1950
- Rhacochelifer corcyrensis (Beier, 1930)
- Rhacochelifer disjunctus (L. Koch, 1873)
- Rhacochelifer euboicus Mahnert, 1977
- Rhacochelifer gracilimanus Mahnert, 1993
- Rhacochelifer henschii (Daday, 1889)
- Rhacochelifer hoggarensis Vachon, 1940
- Rhacochelifer lobipes (Beier, 1929)
- Rhacochelifer longeunguiculatus Beier, 1963
- Rhacochelifer maculatus (L. Koch, 1873)
- Rhacochelifer massylicus Callaini, 1983
- Rhacochelifer mateui Heurtault, 1971
- Rhacochelifer melanopygus (Redikorzev, 1949)
- Rhacochelifer nubicus Beier, 1962
- Rhacochelifer peculiaris (L. Koch, 1873)
- Rhacochelifer pinicola (Nonidez, 1917)
- Rhacochelifer quadrimaculatus (Tömösváry, 1882)
- Rhacochelifer saharae Beier, 1962
- Rhacochelifer samai Callaini, 1987
- Rhacochelifer schawalleri Dashdamirov, 1999
- Rhacochelifer similis Beier, 1932
- Rhacochelifer sonyae Mahnert, 1991
- Rhacochelifer subsimilis Vachon, 1940
- Rhacochelifer tauricus Beier, 1969
- Rhacochelifer tenuimanus Heurtault, 1971
- Rhacochelifer tibestiensis Heurtault, 1971
- Rhacochelifer tingitanus (L. Koch, 1873)
- Rhacochelifer villiersi Vachon, 1938

et décrites depuis :
- Rhacochelifer gaeli Zaragoza & Hernández-Corral, 2018
- Rhacochelifer nonidezi Zaragoza & Hernández-Corral, 2018

Rhacochelifer balcanicus a été placée dans le genre Diplotemnus par Novák et Harvey en 2015.

## Publication originale
- Beier, 1932 : « Zur Kenntnis der Cheliferidae (Pseudoscorpionidea). » Zoologischer Anzeiger, vol. 100, p. 53-67.